# Дуліби
Дуліби (д.-рус. Дулѣби; пол. Dulebowie, Dudlebowie) — одне із великих племен східних слов'ян (теж саме плем'я існувало і серед західних слов'ян), об'єднання слов'ян, представлене пам'ятками празько-корчацької та лука-райковецької археологічних культур. Дуліби відомі також під назвою бужани та волиняни. Жили у верхів'ях Західного Бугу і притоках верхньої течії Прип'яті. У XI ст. увійшли до складу Київської Русі, ставши частиною українського народу..
Дуліби, як і їх східні сусіди деревляни жили у великих лісах. З «Руського Літопису» знаємо, що волиняни — це ті ж самі дуліби, які жили біля Західного Бугу.

## Етимологія
Назва племені дуліби дуже стара, вона має свої паралелі в хорутанських дулібах, в чеських і моравських дулібах. Імовірно існував племінний союз, який під час великого переселення народів розпався на чеських дулібів і дулібів у басейні рік Прип'яті і Бугу, частина з яких наприкінці VIII ст. або на початку IX ст. можливо також переселилася за р. Прип'ять на землі балтів.
Етнонім дуліби є одним із найстаріших слов'янських етнонімів, поряд з сербами і хорватами. На думку Крістофера Фокта, цілком імовірно, що вони не виникли в різних регіонах незалежно один від одного, а їх розселення є наслідком міграцій та етногенезу. Середньовічний польський хроніст Ян Длугош стверджував на основі старожитніх літописів, що дуліби були «єдиним племенем», у якого був прародитель на ім'я Дуліб.
Згідно чеського дослідника середини ХІХ ст., Павла Шафарика, літописні дуліби й тиверці є одним племенем толковини — тобто «толкові люди», «мудрі люди» (самоназва одного племені званого іноземцями як різні племена). Однак на сьогодні дані гіпотези вважаються анахронізмом.
Проте, найбільш імовірною, на думку більшості вчених, зокрема О. М. Трубачова, є версія, що племінна назва *dudlěbi є запозичення з германських мов, де *daud-laiba- означає “спадок мерця”. Менш імовірними вважають етимології герм. *þeuda-laiba - ”спадок народу”, Лер-Сплавінського, яке мало би дати форму *tjudlěbi, герм. *Dudl-eiba - “країна волинок”, проблематичним є трактування *Dudl-ěb - “долина, низина”, тобто дуліби — жителі низин, долин. У деяких слов'янських мовах (російській, болгарській) слово «дулеб», «дулуп», що походить від того ж кореня, означає дурного, безтолкового, сліпого, косоокого чоловіка, батрака, що ймовірно є результатом пейоративізації племінної назви.

## Історія
При імператорі Візантії Іраклієві (610–641 рр.) плем'я дулібів зазнало нищівної поразки від аварів. В «Повісті минулих літ» оповідається про те, як авари знущалися в дикий спосіб над тихими мешканцями лісів, навіть до возів своїх запрягали дулібівських жінок. Але згодом авари-обри пропали без сліду, а витривалі дуліби залишилися на Волині:

|  | си же Обри воеваху на Словѣнѣхъ и примучиша Дулѣбы, сущая Словѣны, и насилье творяху женамъ Дулѣбьскимъ: аще поѣхати будяше Обърину, не дадяше впрячи коня, ни вола, но веляше въпрячи 3 ли, 4 ли, 5 ли женъ въ телѣгу и повести Обърѣна; тако мучаху Дулѣбы. Быша бо Обърѣ тѣломъ велици и умомъ горди, и Богъ потреби я, помроша вси, и не остася ни единъ Объринъ; есть притъча на Руси и до сего дне: погибоша аки Обрѣ |

У 907 році дуліби у складі русько-слов'янського війська на чолі з князем Олегом, брали участь у поході на Царгород.
В Х ст. дулібське племінне об'єднання, розпалося і ввійшло до складу Київської Русі під назвою племінної спілки волинян, бужан:

|  | Дулѣби же живяху по Бугу, кде нынѣ Волыняне», «Бужане зань сѣдять по Бугу, послѣ же Волыняне» |

так само древлян, полян і почасти дреговичів.
Мешканці Побужжя звалися також бужанами. Здавна у тих сторонах було багато міст, що стояли або на високих горбах серед лісу, або на островах серед недоступних боліт і мочарів. Одне з тих міст — Волинь над Бугом ймовірно дало назву племені волинян і цілій волинській землі. Жителів околиць Луцька називали лучанами, цей етнонім наводить візантійський імператор Костянтин VII Багрянородний. На захід від р. Бугу над річкою Гучвою стояв город Червень, від якого ціла околиця дістала назву «червенських городів», а їх мешканці — назву «черв'яни».
В. Ключевський та Б. Греков вважали, що існував великий військовий союз чи федерація антських князів під проводом дулібів. Гегемонія дулібів поширювалася на весь підвладний їм регіон ще в VI ст., але після аварського завоювання дулібський племінний союз розпався, і частина його територій підпала під залежність Аварського каганату . У Х ст. черв'яни мали чільне місце в суспільстві перед бужанами, пізніше волиняни зайняли лідерство у політично-економічному житті надавши назву Волині.

## Археологія
Археологічні пам'ятки дулібів — це залишки землеробських поселень з житлами-землянками (наприклад, Пліснеськ) та курганні могильники з залишками трупоспалень. До дулібів відносять пам'ятники Луки-Райковецької культури та більш ранні Празько-Корчацькі пам'ятники.

## Припущення
На думку Василя Татіщева, існує імовірність того що дуліби (дудліби) є будинами (дудинами), яких описав Геродот . Доказами цієї версії є близька співзвучна форма обох назв, крім того, етнонім "будини" по звучанню є типово слов'янським. Варто звернути увагу на те що до складу дулібів входили "бужани".

## Інтернет-ресурси
- Перші Держави Слов'ян. Дулібія.